# Joshua Logan

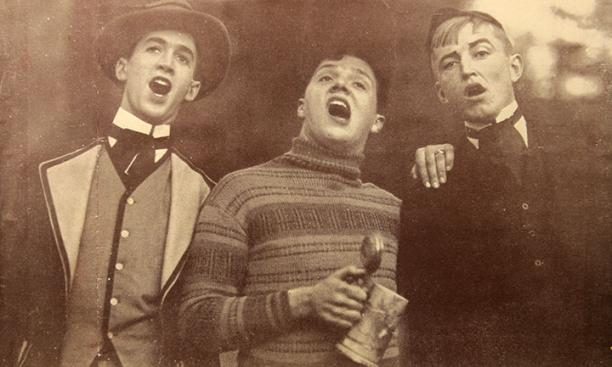
James Stewart, Joshua Logan en Marshall Dana in 1930

Joshua Lockwood Logan III (Texarkana, 10 oktober 1908 - New York, 12 juli 1988) was een Amerikaanse film- en toneelregisseur en schrijver.

## Filmografie
- 1938: I Met My Love Again (co-regie met George Cukor en Arthur Ripley)
- 1955: Picnic
- 1956: Bus Stop
- 1957: Sayonara
- 1958: South Pacific
- 1960: Tall Story
- 1961: Fanny
- 1964: Ensign Pulver
- 1967: Camelot
- 1969: Paint Your Wagon